# Оно (река)
Оно (яп. 大野川 о:ногава) — река в Японии на острове Кюсю. Протекает по территории префектур Оита, Миядзаки и Кумамото.
Исток Оно находится под горой Собо-Яма (высота 1756 м), на территории посёлка Такатихо. После этого река течёт на восток по равнине Оита и впадает в залив Беппу Внутреннего Японского моря в городе Оита.
Длина реки составляет 107 км, на территории её бассейна (1465 км²) проживает около 210 000 человек. Согласно японской классификации, Оно является рекой первого класса. Среднегодовая норма осадков в районе устья в 1969—2018 годах составляла 987—2859 мм, в среднем 1687 мм в год; около трети осадков выпадают в июне-июле. В самой высокой части бассейна было зарегистрировано более 3000 мм осадков в некоторые года. Солёность воды составляет 145 ppm, содержание Si02 превышает 40 ppm.
На 2009 год около 78 % бассейна реки занимает природная растительность, около 18 % — сельскохозяйственные земли, около 4 % застроено. Большая часть сельскохозяйственных земель занята рисовыми полями. Попадание в воду удобрений с окружающих рисовых полей приводит к эвтрофикации в заливе Беппу.
В XX веке крупнейшие наводнения на Оно происходили в 1943 и 1961 годах. В 2005 году наводнение привело к затоплению 616 домов. Кроме этого, бассейн реки сильно пострадал от катастрофического наводнения во время сезона дождей 2009 года и от тайфунов 1993 и 2017 годов.
В низовье на затопляемых участках поймы водятся крабы Uca arcuata, Дальневосточный краб-хелице (Helice tridens) и Macrophthalmus japonicus, а также рыбы Boleophthalmus pectini rostris и прыгуны Periophthalmus cantonensis.
Между городами Оно и Киёкава, чуть ниже устья реки Огата, на Оно расположены водопады Тинда высотой в 20 м и шириной в 110 м. Водопады были известны с давних времён, они изображены на картине Сэссю. В конце периода Тайсё выше по реке была построена небольшая электростанция, резко сократившая объём воды, доходившей до них. Сегодня ГЭС больше не используется.
В 1985 году приток Оно Хакусан был объявлен одним из 100 замечательных водных объектов Японии, летом там наблюдаются множество светлячков.